# Morlockia
Famille
Genre
Morlockia est un genre de rémipèdes, le seul de la famille des Morlockiidae.

## Distribution
Les espèces de ce genre se rencontrent aux îles Canaries et aux Antilles.

## Liste des espèces
Selon World Register of Marine Species (12 décembre 2017) :
- Morlockia atlantida (Koenemann, Bloechl, Martinez, Iliffe, Hoenemann & Oromí, 2009)
- Morlockia emersoni (Lorentzen, Koenemann, Iliffe, 2007)
- Morlockia ondinae García-Valdecasas, 1984
- Morlockia williamsi (Hartke, Koenemann & Yager, 2011)

## Publication originale
- García-Valdecasas, 1984 : Morlockiidae new family of Remipedia (Crustacea) from Lanzarote (Canary Islands). Eos-Revista Espanola de Entomologia, vol. 60, p. 329-333.